# FC Nouadhibou
FC Nouadhibou (arabisch نادي نواذيبو لكرة القدم, DMG Nādī Nawāḏībū li-kurat al-qadam) ist ein mauretanischer Fußballverein aus Nouadhibou. Mit elf Meistertiteln ist der Verein derzeit Rekordmeister in Mauretanien. Viele Nationalspieler der mauretanischen Nationalmannschaft spielen in Nouadhibou.

## Geschichte
FC Nouadhibou wurde 1999 gegründet, zu einer Zeit, in der die sportlichen Möglichkeiten in Nouadhibou schlecht waren. Der Verein wurde von Ahmed Ould Abderrahmane Yahya mit dem Ziel, den Verein zu einer festen Größe im nationalen und auf lange Sicht auch im kontinentalen Fußball zu etablieren, gegründet. Der Verein entwickelte sich schnell zu einem der erfolgreichsten Vereine in Mauretanien, bereits 2001 konnte der erste Meistertitel gefeiert werden, weitere vier folgten 2002, 2011, 2013 und 2014. FC Nouadhibou ist in Mauretanien der wahrscheinlich am besten organisierte Verein, er verfügt über viele Einrichtungen wie zum Beispiel Schwimmbäder, Trainingsräume und moderne Ausbildungszentren.

## Erfolge

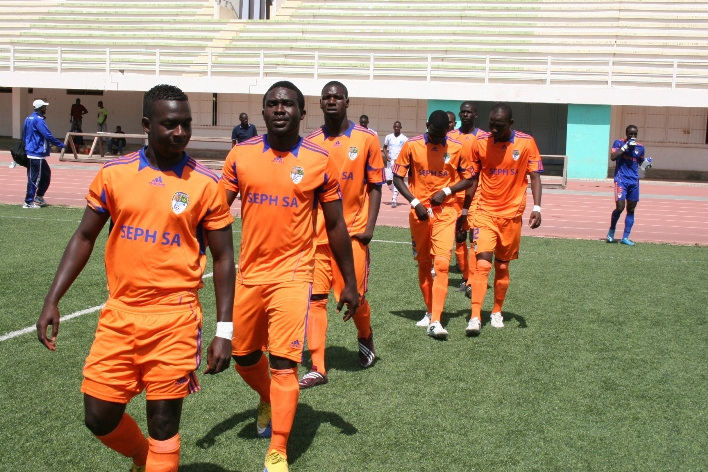
Spieler des FC Nouadhibou beim Einlaufen

- Meisterschaften: 13

2001, 2002, 2011, 2013, 2014, 2018, 2019, 2020, 2021, 2022, 2023, 2024, 2025
- Pokal: 5

2004, 2008, 2017, 2018, 2023
- Mauretanischer Super Cup: 3

2011, 2013, 2018

## Statistik in den CAF-Wettbewerben
| Wettbewerb                 | Runde         | Gegner                 | Hinspiel | Rückspiel |
| -------------------------- | ------------- | ---------------------- | -------- | --------- |
| CAF Champions League 2003  | Qualifikation | AS Niamey              | 2:1 (H)  | 0:1 (A)   |
| CAF Champions League 2014  | Qualifikation | Horoya AC              | 1:1 (H)  | 0:3 (A)   |
| CAF Confederation Cup 2018 | Vorrunde      | Africa Sports National | 1:1 (A)  | 1:0 (H)   |
| CAF Confederation Cup 2018 | 1. Runde      | Raja Casablanca        | 1:1 (A)  | 2:4 (H)   |

## Bekannte Spieler
- Moulaye Ahmed
- Yacoub Fall
- Mohamed M’Changama
- Mamadou Niass
- Ely Cheikh Voulany
- Mamadou Idrissa Wade